# Zoé Héran
Zoé Héran, née le 2 février 1999, est une actrice française.

## Biographie
Son premier rôle alors qu'elle est enfant est dans un court métrage de Julie Granier, Les amis de Mimi, sorti en 2006, pour une série de France Télévision contre le racisme.
Repérée dans une agence de mannequinat pour enfants par la réalisatrice Céline Sciamma, elle joue dans un premier long métrage à l'âge de 11 ans, Tomboy,. Le film est très remarqué à sa sortie.
Elle enchaîne une carrière entre courts et longs métrages. Avec Max, l'histoire d'une jeune femme passionnée de mécanique, stagiaire dans un garage automobile, elle obtient le prix de la meilleure actrice dans la sélection courts métrages au festival du film de Cabourg en 2019.

## Filmographie

### Cinéma

#### Longs métrages
- 2011 : Tomboy de Céline Sciamma : Laure / Michaël
- 2017 : Comme des garçons de Julien Hallard : Annie Leroy
- 2019 : Nos vies formidables de Fabienne Godet : Salomé

#### Courts métrages
- 2006 : Les Amis de Mimi de Julie Granier : Mimi
- 2014 : Avec Lou d'Isabelle Schapira : Laura
- 2016 : Mr Gaspacho de Guillaume Tordjman : Méline
- 2017 : Fruit défendu de Marion Jhöaner : Sam
- 2017 : Je suis un bouquet de Lucas Douay :
- 2019 : Max de Florence Hugues : Maxine, dite Max
- 2019 : Puella Malum de Louis Sevestre
- 2021 : À point d'Aurélie Marpeaux : Anna Sanchez
- 2021 : L'Appartement de Mathias Kupka : Julie

### Télévision

#### Séries télévisées
- 2007 : Sur le fil (épisode Torts exclusifs) de Frédéric Berthe : Laurie Masset
- 2019-2021 : Mortel de Frédéric Garcia : Laurine Pelletier
- 2020-2025 : Stalk de Simon Bouisson et Jean-Charles Paugam : Zoé
- 2021 : Munch (saison 4, épisode 5) de Julien Seri : Lola
- 2022 : Et la montagne fleurira (mini-série) d'Eléonore Faucher : Aglaé

#### Téléfilms
- 2022 : Le Saut du diable 2 : le Sentier des loups de Julien Seri : Léonie
- 2023 : La Vie devant toi de Sandrine Veysset : Violette Saugier
- 2023 : Noir comme neige : Morts au sommet d'Éric Valette : Skadi

## Distinctions

### Récompenses
- Festival de Buenos Aires 2012 : Prix d'interprétation féminine pour Tomboy
- Festival du film de Cabourg 2019 : Prix de la meilleure actrice, compétition courts métrages, pour Max de Florence Hugues
- Festival Jean-Carmet 2021 : Prix du Jury Meilleur Jeune Espoir féminin pour A Point de Aurélie Marpeaux[7]

### Nominations
- Lumières 2012 : nomination au Lumière de la révélation féminine pour Tomboy
- Young Artist Awards 2012 : nomination au Young Artist Award du meilleur premier rôle dans un long métrage international pour Tomboy